# 捷蓝Mint

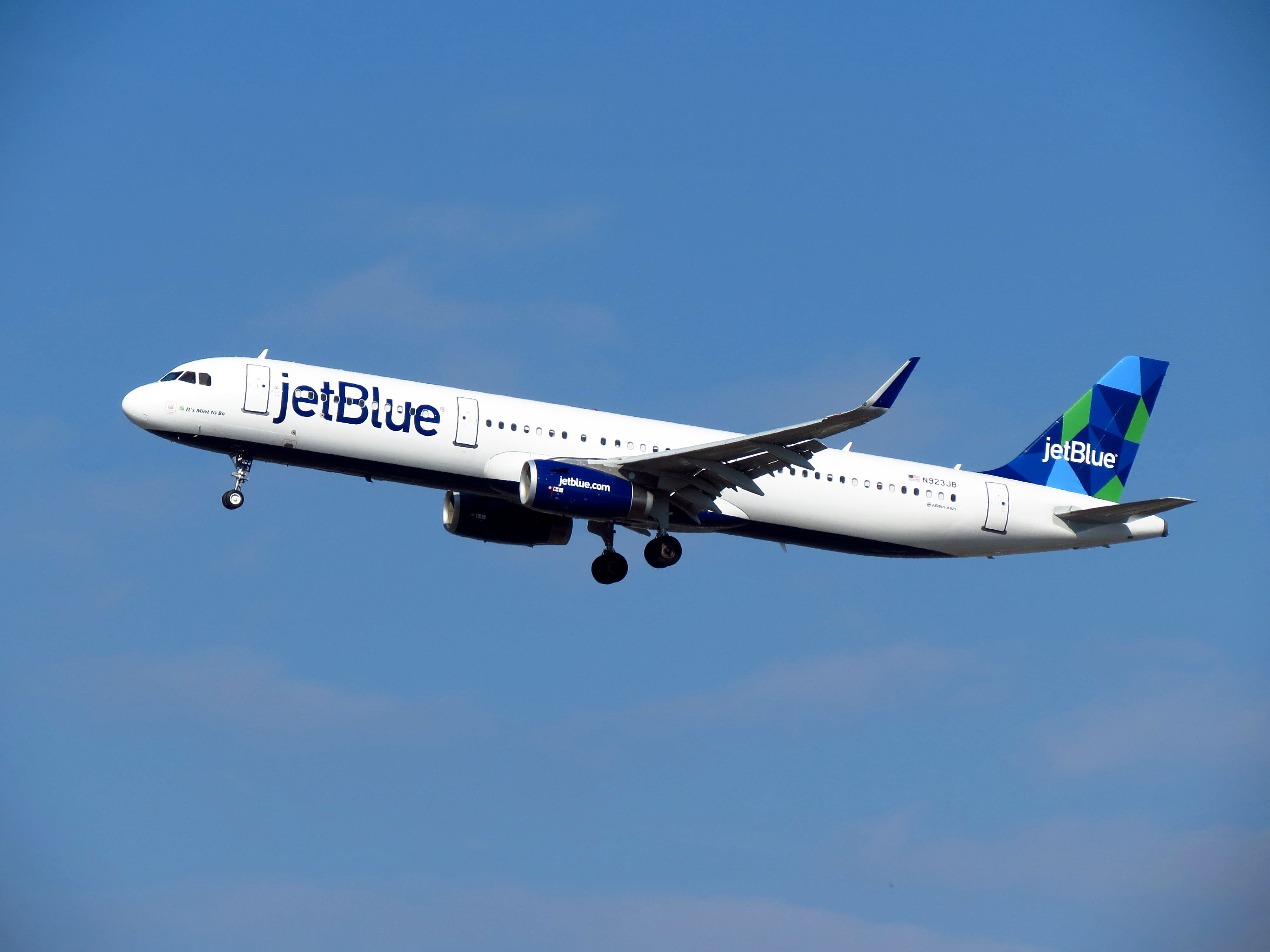
一架配备Mint舱位的空中客车A321，注册编号为N923JB，名称为"Mint本即如此"（It is Mint to be）

捷蓝Mint是一款捷蓝航空在通往美国、拉丁美洲、加勒比地区、伦敦，巴黎及阿姆斯特丹的航线提供的商务舱服务，在美国和加勒比地区的季节性航班上也会提供。Mint于2013年正式发布并在2014年部署在如纽约肯尼迪国际机场飞往洛杉矶国际机场的跨大陆航线上。2021年2月推出升级版的Mint Suite，成为美国航司商务舱产品中的佼佼者。Mint自2014年投运以来只有在捷蓝的空客A321机队运营，采用1-1或2-2配置，并设有平躺式座椅。

## 历史与航线
捷蓝航空于2013年3月首次宣布，他们计划在公司部分跨大陆航线上推出高阶舱位。2013年9月30日捷蓝航空正式宣布，该高阶舱位产品名为“Mint”，将部署于纽约至旧金山以及纽约至洛杉矶之间的往返航班，单程票价为599美元起。时任捷蓝航空首席执行官戴夫·巴格（Dave Barger）表示，大多数美国航司在跨大陆航线的市场上使用平躺式座椅，而当时捷蓝航空只有运营全经济舱配置的机队，此举对于捷蓝能更好地与其竞争对手竞争。这些航线将会由较新的空中客车A321值飞，并配备机上Wi-Fi（Fly-fi）。捷蓝航空在2014年第四季度开始在纽约和洛杉矶之间的每日往返航班提供该服务，2015年初，纽约和旧金山之间的所有往返航班都将提供该服务。第一班配备Mint的航班于2014年6月15日从纽约-肯尼迪机场飞往洛杉矶。
2015年3月15日，捷蓝航空宣布将Mint航线扩展到到季节性加勒比地区航线，在肯尼迪机场至阿鲁巴和巴巴多斯的航线上提供服务。其余时间则会在每个目的地每周运营一次两条航线平时每周执飞一班，冬假期间则为每日一班。捷蓝航空在2015年6月宣布将Mint服务扩展到其在波士顿的枢纽，提供从波士顿至洛杉矶和旧金山的Mint航线，以及从波士顿到巴巴多斯的季节性航线。从波士顿飞往旧金山的Mint航班于2016年3月24日开始投运，而从波士顿至洛杉矶的Mint航班则在2016年10月20日开始投运。
捷蓝航空于2016年4月12日宣布，公司计划于2017年至2018年间投运数条新Mint航线。新航线的目的地包括劳德代尔堡、拉斯维加斯、圣地亚哥、西雅图等。这一消息几乎是在阿拉斯加航空集团宣布打算收购维珍美国并与阿拉斯加航空合并后立即发布的。捷蓝航空新发布的7条航线中，其中有4条是阿拉斯加和维珍美国运营的航线。
2021年2月，捷蓝航空发布重新设计后的Mint Suite商务舱， 在第一排的Mint座位则为Mint Studio，座椅均采用汤普森航空Vantage SOLO座椅。
截至2023年2月28日，捷蓝Mint在通往美国、拉丁美洲、加勒比地区，英国，纽约/波士顿至巴黎和阿姆斯特丹城市的航线提供服务。纽约/波士顿至都柏林和爱丁堡的Mint航线将分别于2024年开通。

## 服务
配备Mint的机队由空中客车A321组成，共有159个座位，包括16个可平躺的Mint座位。Mint座椅则采用汤普森航空Vantage系列产品（不包括为宽体机设计的Vantage XL），拥有额外储物空间，每个座位都配有120伏USB电源插座。16个Mint座位中有4个为迷你套房，套房设有增加隐私性的滑动门。座椅宽度可达22.3英寸（57）。并可转换为长度达6英尺8英寸（203 cm）的平床。非套房Mint座椅采用2-2平行布局，单人迷你套房（Mint Suit）座椅则采用1-1交错式布局。Mint座椅采用气垫，允许乘客自由调整座椅的硬度。配备Mint的空中客车A321的经济舱则采用B/E航天品冠细长型座椅，主舱的座椅间距为33英寸（84），「更多空间」（Even more space）经济舱的座椅间距可达37英寸（94）。每排经济舱座椅有两个电源插座。
Mint配备15.6英寸（40厘米）的屏幕，乘客可以收听收看直播电视4.0、天狼星XM广播和一些电影。电视系统提供大约100个DirecTV频道。在卫星电视覆盖范围之外的飞机则不提供电视频道和广播。机上Wi-Fi由Ka波段卫星系统提供。
乘客可以享用机上餐食服务。过夜包由位于纽约的化妆品公司Hayward & Hopper提供。